# Allocosa manmaka
Allocosa manmaka är en spindelart som beskrevs av Roewer 1960. Allocosa manmaka ingår i släktet Allocosa och familjen vargspindlar.
Artens utbredningsområde är Afghanistan. Inga underarter finns listade i Catalogue of Life.